# Ranji Stadium
Das Ranji Stadium (bengalisch রঞ্জি স্টেডিয়াম), auch als Eden Gardens (bengalisch ইডেন গার্ডেন্স) bekannt, befindet sich in den Eden Gardens in Kalkutta und ist das älteste Cricket-Stadion in Indien. Es ist die Spielstätte des Bengal Cricket Teams und bietet nach Renovierungsarbeiten für den Cricket World Cup 2011 insgesamt 66.349 Zuschauern Platz. Nach dem Yuba Bharati Krirangan ist es das zweitgrößte Stadion in Indien.

## Kapazität und Infrastruktur
Das Stadion hatte bis zu den Renovierungsarbeiten bis zum Jahr 2011 eine geschätzte Kapazität von ca. 96.000 Plätzen. Diese wurden jedoch deutlich reduziert, um die Vorgaben des International Cricket Council zur Austragung des World Cups 2011 zu erfüllen. Diese Renovierungsarbeiten waren vom Zeitplan her umstritten und führten dazu, dass das Spiel zwischen Indien und England beim Turnier verlegt wurde. Die anderen Spiele konnten jedoch gesichert werden.

## Internationales Cricket
Das erste Testspiel, das in den Eden Gardens ausgetragen wurde, fand im Januar 1934 zwischen Indien und England statt. Seitdem fungierte es regelmäßig für Tests, ODIs und Twenty20 als Heimstadion der Indischen Nationalmannschaft. Des Weiteren wurde es für ein Vorrundenspiel und das Finale des Cricket World Cup 1987, ein Halbfinale beim Cricket World Cup 1996 und für drei Vorrundenspiele beim Cricket World Cup 2011 genutzt. Ebenso wurden hier Partien bei der ICC World Twenty20 2016 und der parallelen ICC Women’s World Twenty20 2016 ausgetragen und auch beim Cricket World Cup 2023 fanden in dem Stadion Spiele statt.

## Verwendung in der IPL
In der Indian Premier League wird das Stadion von den Kolkata Knight Riders als Heimstadion genutzt.

## Galerie

Ground of the Calcutta Cricket Club, 15th Jan'y. 1861 H.M. 68th L.I. from Rangoon, versus the Calcutta Cricket Club
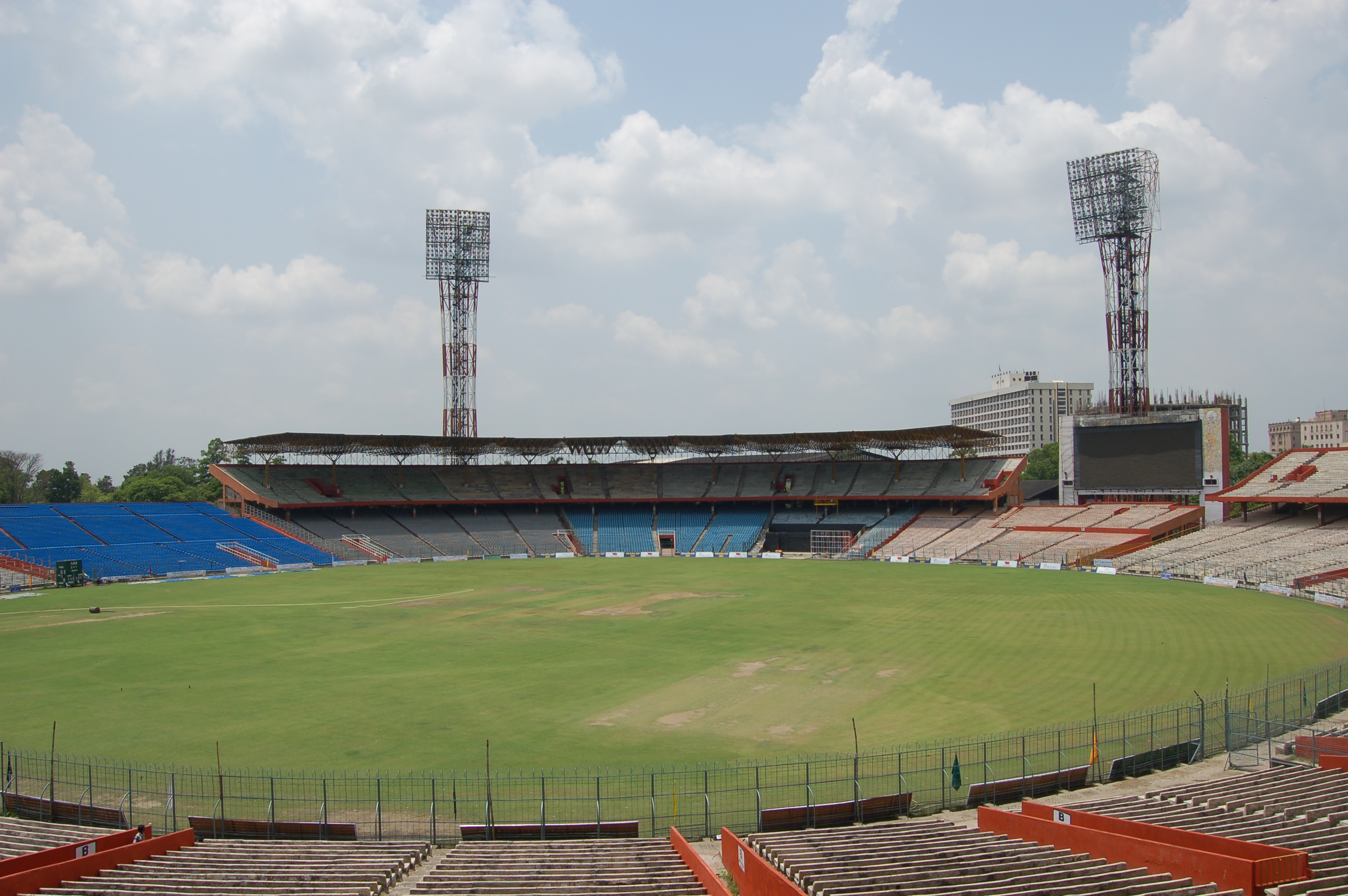
Das Stadion im Jahr 2007 vor der Renovierung
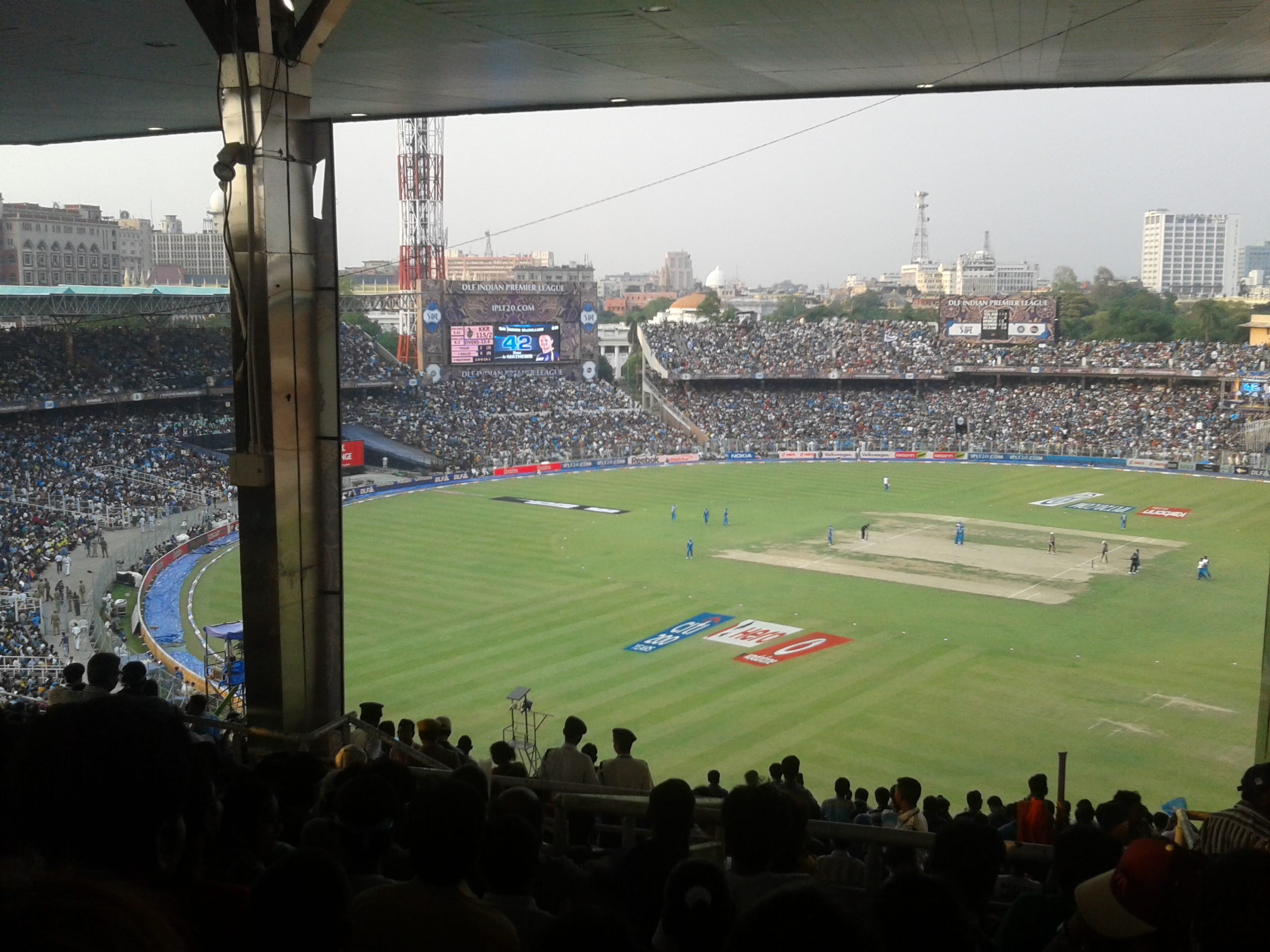
Das Eden Gardens am 5. Mai 2012 bei der IPL-Partie der Kolkata Knight Riders gegen die Pune Warriors India
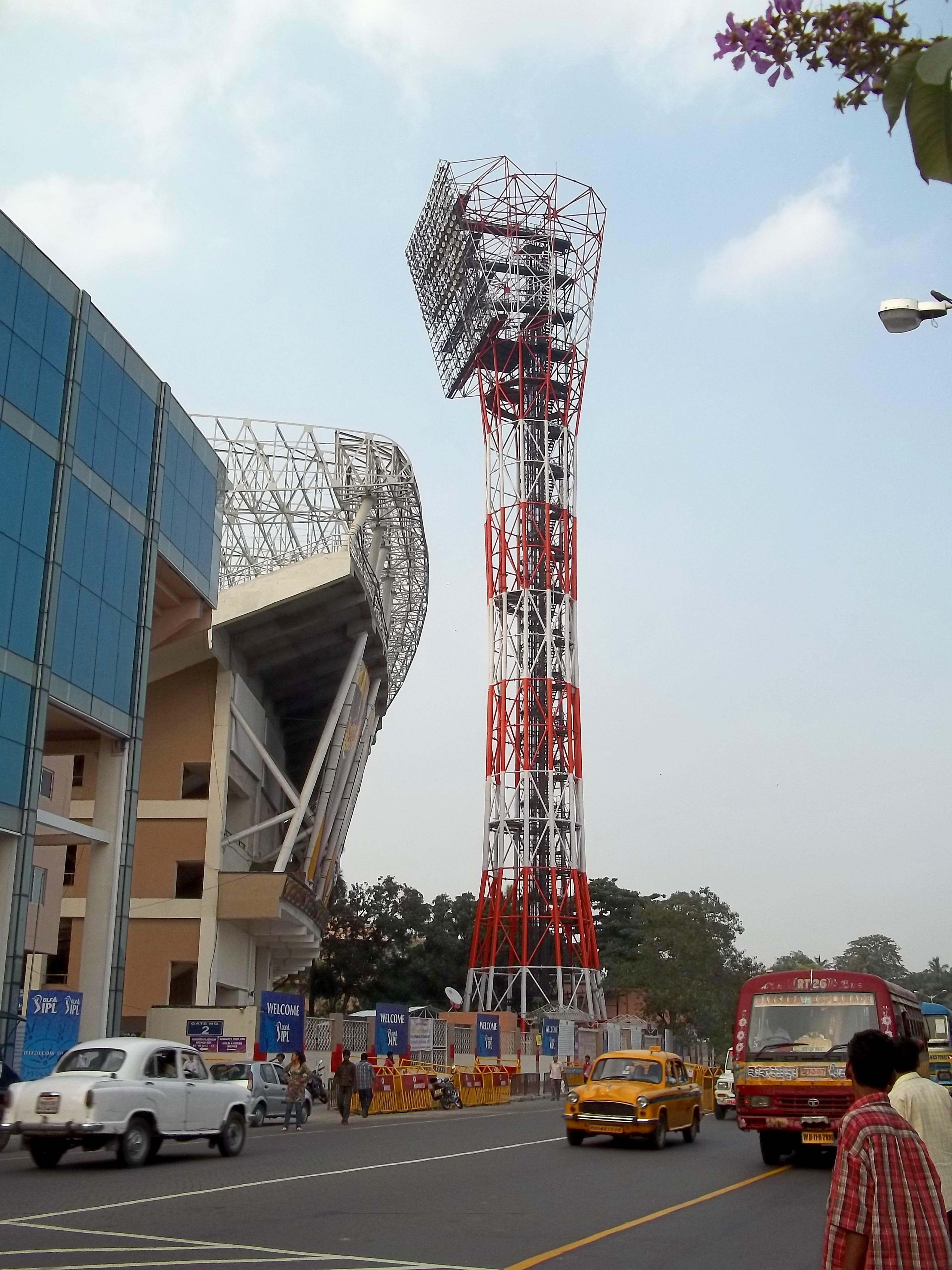
Ein Mast der Flutlichtanlage
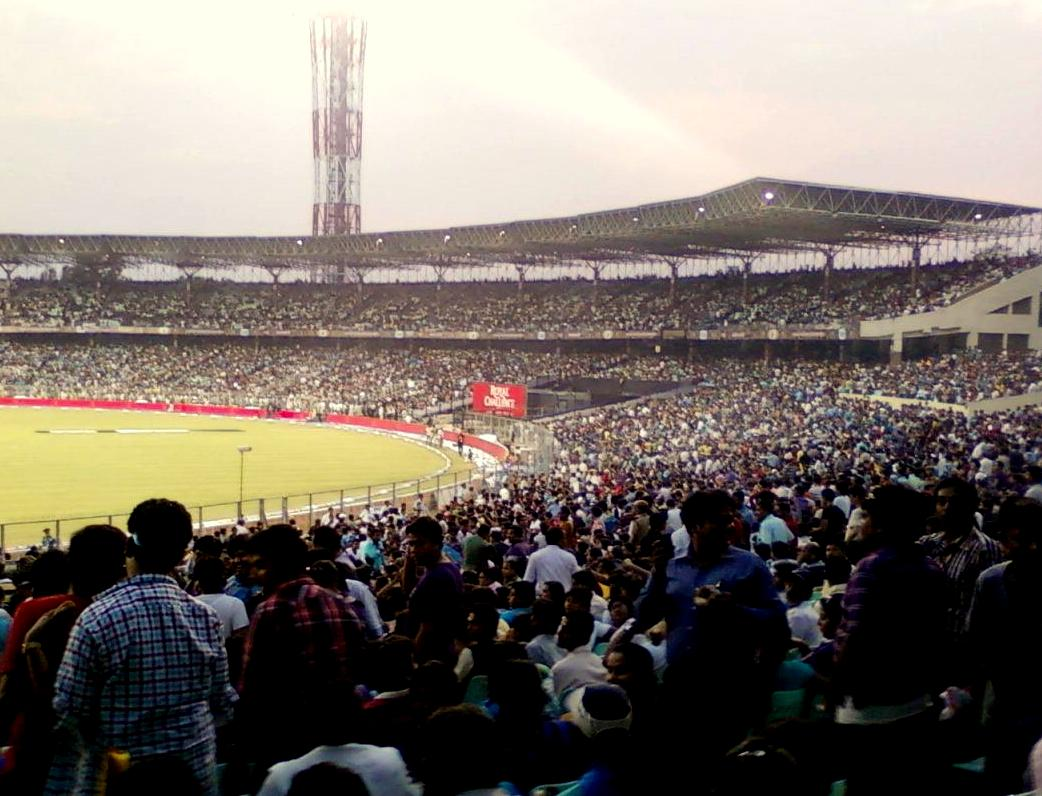
One-Day International zwischen Indien und Pakistan im Januar 2013